# Chiesa di Santa Maria della Strada (Roma)
La chiesa di Santa Maria della Strada (anche nota come Santa Maria de Astallis o Santa Maria Altieriorum) era una chiesa cattolica di Roma, legata nella fase finale della sua storia alla Compagnia di Gesù.

## Storia
La chiesa venne costruita nel secolo XII, ed era legata alla famiglia Astalli, dalla quale prese il nome. Intorno al secolo XV, nella chiesa venne dipinto (o collocato) un affresco della Madonna col Bambino che diventerà noto con il nome di Madonna della Strada. Armellini e Hülsen ritiengono che l'epiteto "della Strada" derivi da una corruzione del latino de Astariis ("degli Astalli"), divenuto dapprima de Stara e poi de Strata. Prese anche il nome di Sancta Maria Alteriorum in quanto sorgeva nei pressi del palazzo della famiglia Altieri.

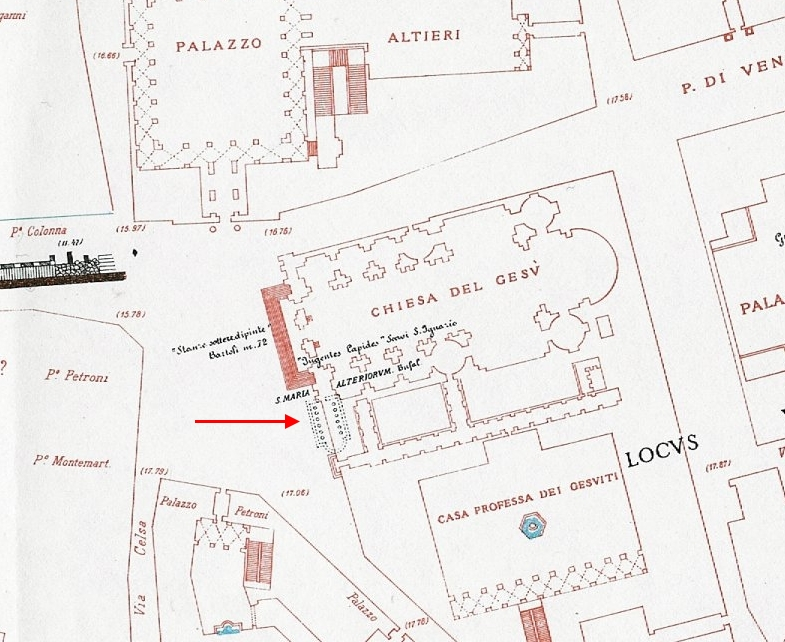
L'ubicazione della chiesa (indicata dalla freccia rossa) nella Forma Urbis Romae di Rodolfo Lanciani (1901)

La chiesa si trovava oramai in mezzo a una strada di grande afflusso di pellegrini che visitavano Roma, dato che si trovava lungo il percorso che collegava l'arcibasilica di San Giovanni in Laterano con quella di San Pietro in Vaticano. Una volta giunto a Roma, Ignazio di Loyola visse come ospite nel vicino palazzo degli Astalli e iniziò a frequentare questa chiesa.
Il 18 febbraio del 1540, Paolo III nominò come parroco della chiesetta Pietro Codaccio, un prelato lombardo appartenente alla Curia che si era unito da poco alla Compagnia di Gesù, oltre a essere il primo italiano a farlo. Il 19 agosto dello stesso anno, i gesuiti acquistarono un orto annesso alla chiesa e iniziarono a erigere la loro residenza.

L'anno successivo, dopo la rinuncia spontanea di Pietro Codaccio, Paolo III concesse in perpetuo la chiesa e la sua parrocchia alla Compagnia di Gesù mediante la bolla Sacrosanctae Romanae Ecclesiae, concessa il 24 giugno del 1541. Alcuni mesi dopo, il 15 maggio del 1542 i gesuiti presero possesso della chiesa. Inoltre, tramite un motu proprio del 5 dicembre del 1542, Paolo III soppresse le piccole parrocchie di Sant'Andrea delle Fratte o dei Fabi, di San Nicolò dello Monte e dei Santi Vincenzo e Anastasio e trasferì le loro giurisdizioni alla chiesa di Santa Maria della Strada. Nel 1549 la sua parrocchia venne trasferita alla vicina basilica di San Marco.

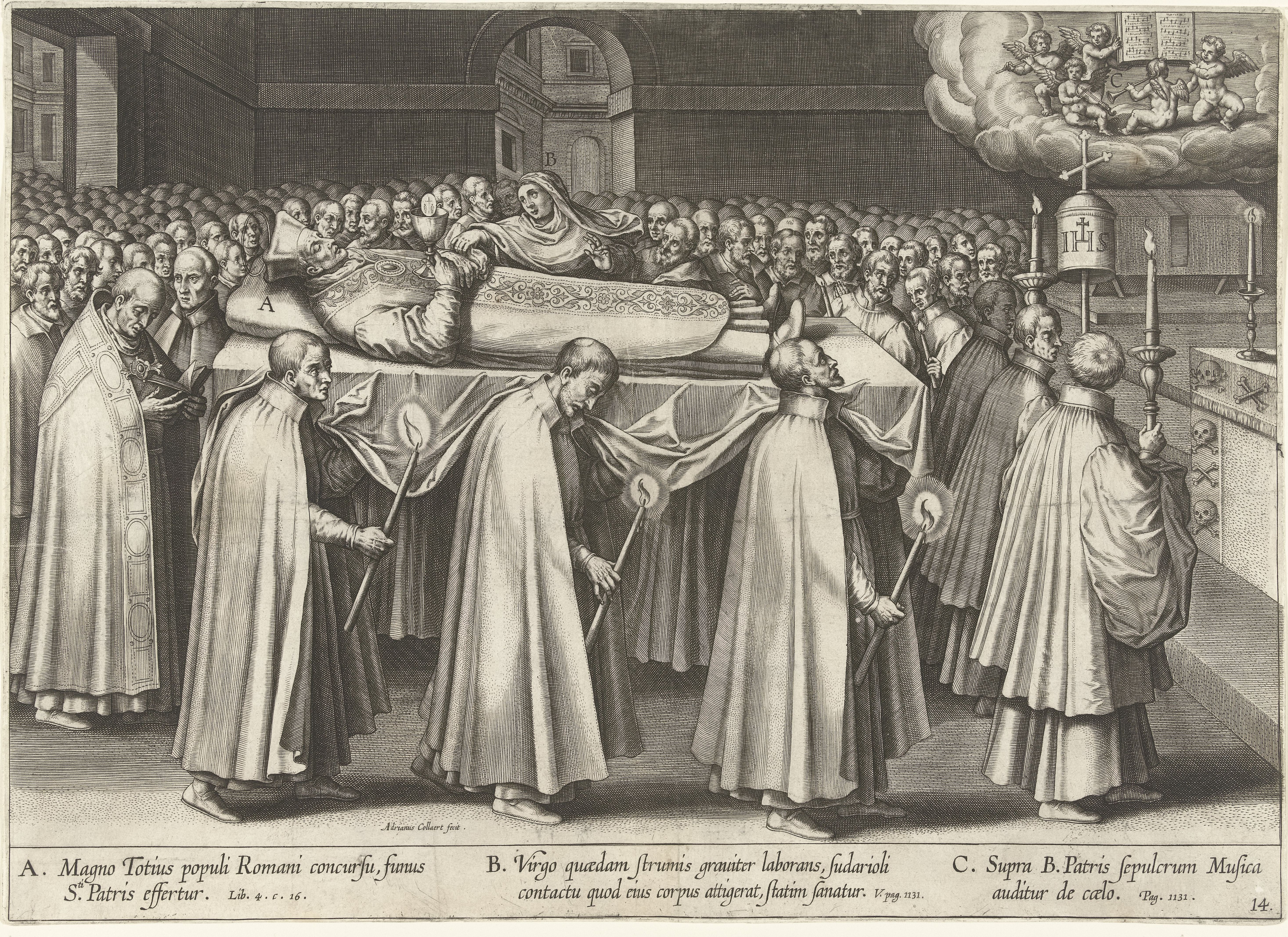
Il funerale di sant'Ignazio, svoltosi in questa chiesa, in un'incisione del 1610 su disegno di Adriaen Collaert

Dopo la morte di Ignazio di Loyola, avvenuta il 31 luglio del 1556 nella casa Professa, il suo corpo venne sepolto in questa chiesa, più precisamente a destra dell'altare maggiore. Sopra il punto nel quale venne deposto il suo corpo, venne posta una targa di marmo nero.
La chiesa venne demolita per permettere la costruzione della nuova chiesa del Gesù intorno al 1570. L'immagine titolare della chiesa, la Madonna della Strada, venne trasportata nella vicina basilica di San Marco e, una volta terminata la chiesa del Gesù, venne trasferita in una cappella nella quale si trova tuttora. Allo stesso modo, anche il corpo di sant'Ignazio verrà trasferito nella chiesa nuova, e nel 1622 i suoi resti furono traslati definitivamente in una cappella ricca sul lato sinistro del transetto.